# Emblema nacional de Bután
El emblema de Bután es de forma circular. La versión actual fue aprobada en 1980. 
La descripción oficial del emblema nacional de Bután es la siguiente:
«El emblema nacional, que está localizado en el interior de un círculo, está compuesto por un diamante- rayo doble (dorji) que aparece colocado sobre una flor de loto, está flanqueado por dos dragones y surmontado por una joya. El rayo representa la armonía entre los poderes secular y religioso. La flor de loto es el símbolo de la pureza; la joya expresa el poder del monarca; y los dos dragones, uno de sexo masculino y otro femenino, representan el nombre del país que pronuncian con su voz que (según la mitología) es el trueno.»